# 김철주 (승려)
김철주(? ~ 1879년)는 경주 출신의 승려이다. 친일승려 제1호로서 알려져 있으며, 자세한 행적은 알려져 있지 않다.

## 행적
강화도 조약 이후에 조선에 가장 먼저 들어온 것은 바로 종교였다. 신도·불교·기독교 계열을 합하여 50여 개 종파가 들어왔으며, 특히 일본 불교가 가장 먼저 들어왔다. 1877년 10월 일본 외무대신 데라지마 무네노리(寺島宗則)의 권유에 따라 정토진종 대곡파 승려 오쿠무라(奥村圓心)와 히라노(平野蕙粹) 2명이 부산에 들어왔다.
그들이 부산에 건물을 지었는데, 흔히 부산 별원으로 알려져 있다. 1878년 2월부터 포교를 시작했으며, 이때 포교소를 드나든 사람 가운데 김철주가 있었다. 김철주는 정토진종을 믿으면서 일본의 본산에게 가서 불법을 배우고 승적을 얻으려 하였다. 그러나 조일 양국 모두 조선인의 일본행을 금하고 있었다.
오쿠무라는 관리청에 청탁을 넣었고, 일본 교토의 본산에서도 특별히 허가하였다. 1878년 11월 김철주는 일본인 행세를 하면서 일본으로 건너가서 교토에 도착했다. 본산에서 입도식을 하여 일본 승적을 얻었다.
그러나 1879년 병사함으로써 구체적인 친일 활동은 남기지 않았다.

## 문학 작품
시로 그린 고승들의 삶에 대한 고은 시인의 시집 《만인보》(제25권)에서 범어사 승려로 김철주를 소개하고 있다.

## 같이 보기
- 범어사
- 정토진종
- 《만인보》

## 참고 자료
- 임종국 (1991년 2월 1일). 〈초기 종교침략과 친일파〉. 《실록 친일파》. 반민족문제연구소 엮음. 서울: 돌베개. ISBN 89-7199-036-8. (논문 소제목 이름이 “친일승려 제1호 김철주, 창씨 제1호 이동인”이다.)